# Ukrainisch-Orthodoxe Kirche (Moskauer Patriarchat)

Emblem der Ukrainisch-Orthodoxen Kirche

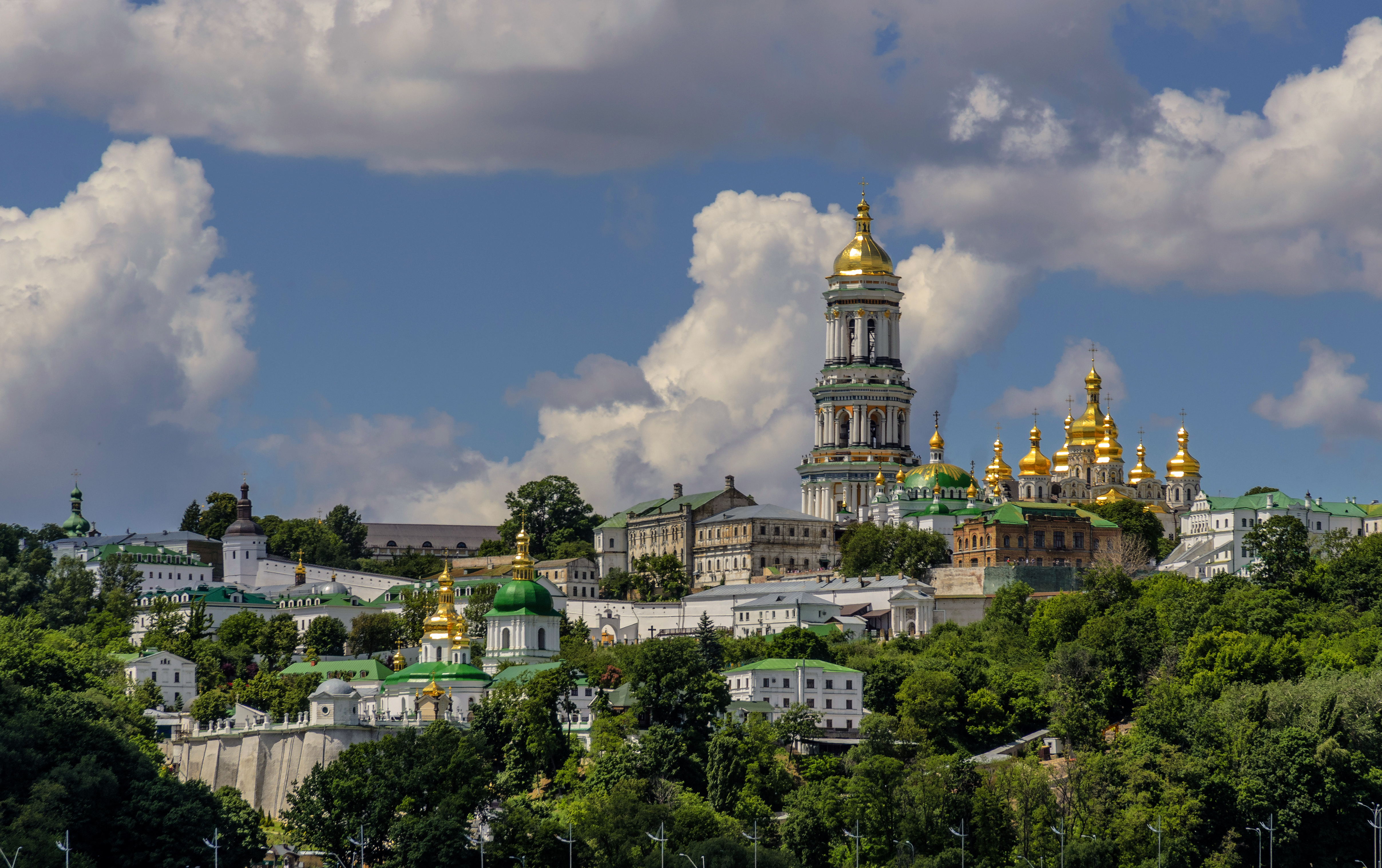
Kiewer Höhlenkloster

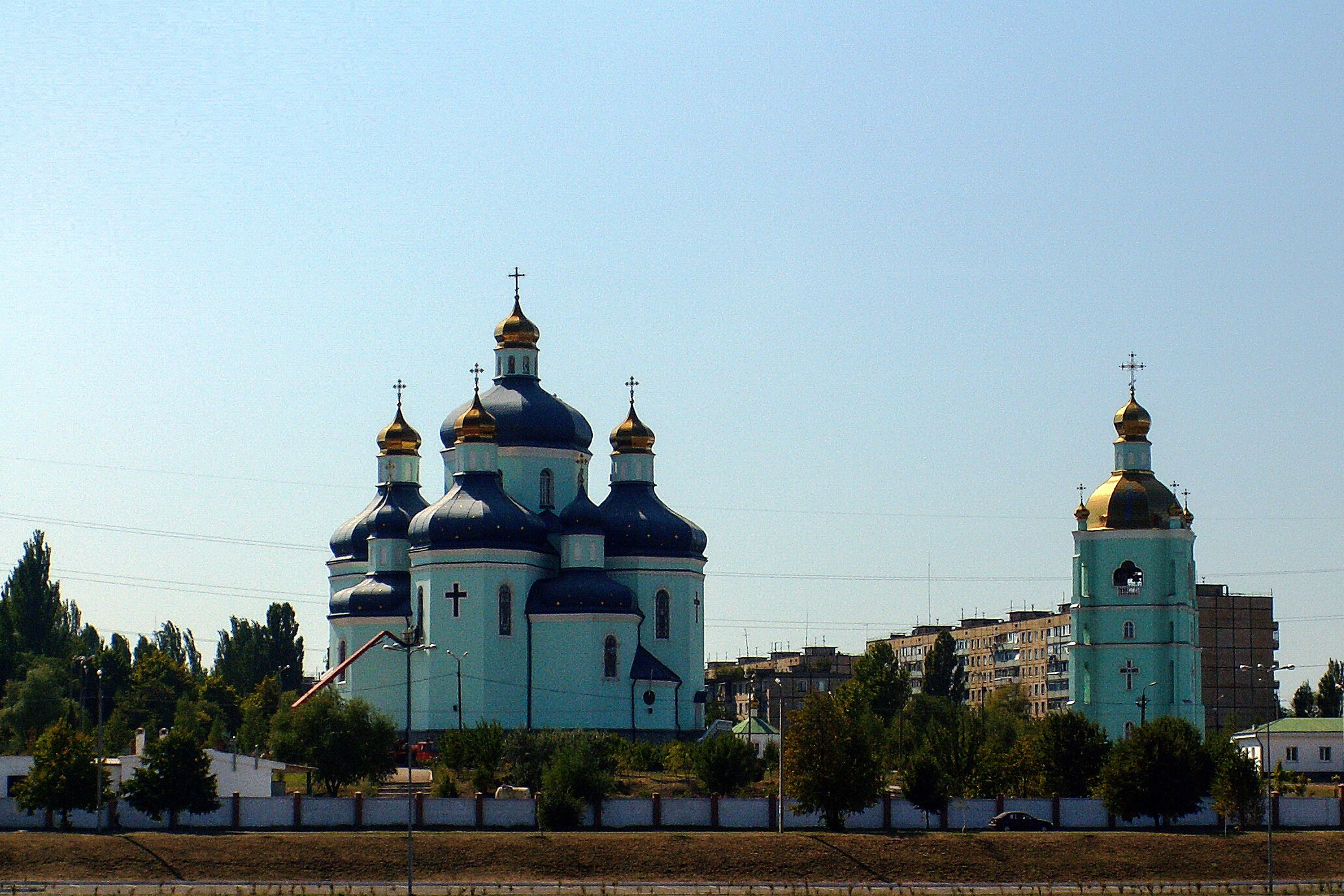
Verklärungskathedrale in Krywyj Rih

Die Ukrainisch-Orthodoxe Kirche (ukrainisch Українська православна церква) war eine 1990 entstandene Orthodoxe Kirche in der Ukraine mit Sitz in Kiew, die zunächst Teil der Russisch-Orthodoxen Kirche war, bis sie sich am 27. Mai 2022 von dieser lossagte. Bis zur Lossagung hieß sie Ukrainisch-Orthodoxe Kirche Moskauer Patriarchats. Oberhaupt ist Metropolit Onufrij, dessen Hauptkirche die Mariä-Entschlafens-Kathedrale im Bereich des Kiewer Höhlenklosters war, bis dieses 2023 geräumt werden musste.
2016 zählten sich 13,3 % der ukrainischen Staatsangehörigen zu dieser Kirche. Neben ihr existiert die 2018 aus einer Fusion entstandene Orthodoxe Kirche der Ukraine, zu der sich ca. 47 % aller Ukrainer bekennen.
Am 27. Mai 2022 hat diese Kirche ihre „völlige Selbstständigkeit und Unabhängigkeit“ von Moskau erklärt. Man sei uneins mit der Position des Moskauer Patriarchen Kyrill I. Man verurteile den russischen Überfall auf die Ukraine (der am 24. Februar 2022 begonnen hatte) und appelliere an die Ukraine und Russland, den Verhandlungsprozess fortzusetzen.
Am 20. August 2024 verabschiedete die Werchowna Rada das Gesetz der Ukraine „Zum Schutz der verfassungsmäßigen Ordnung im Bereich der Aktivitäten von Religionsorganisationen“, das die Tätigkeit der Russisch-Orthodoxen Kirche in der Ukraine verbietet. Ukrainische Religionsorganisationen, die mit der Russisch-Orthodoxen Kirche verbunden sind, haben neun Monate Zeit, ihre Beziehungen zum Moskauer Patriarchat abzubrechen.

## Geschichte

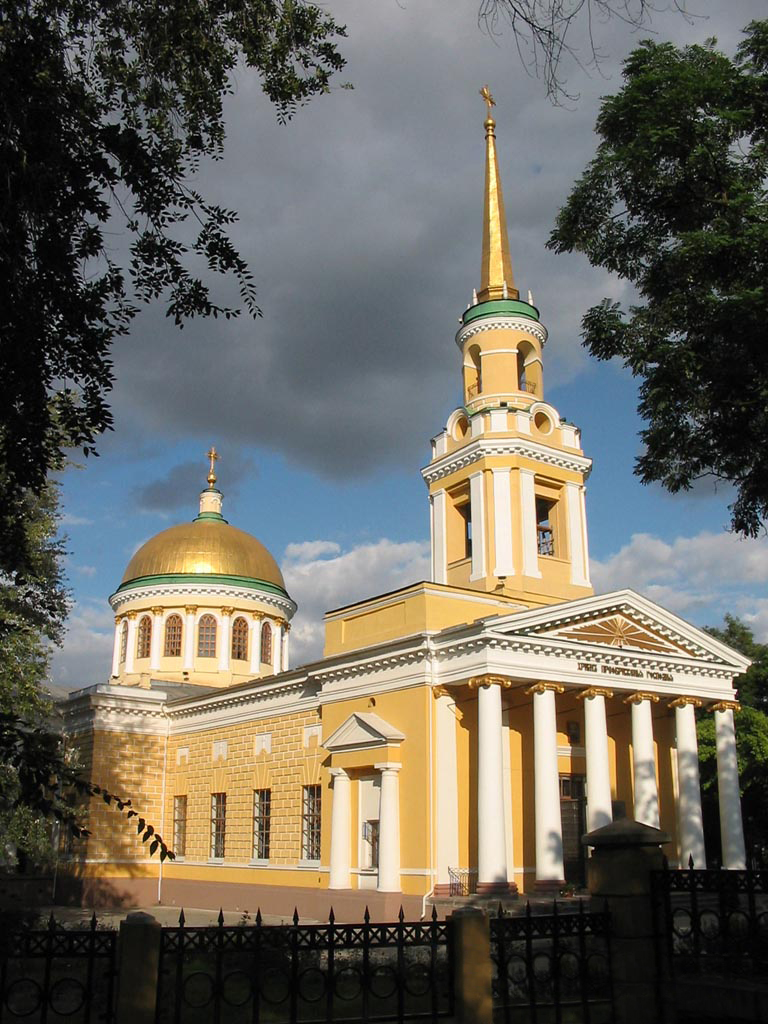
Verklärungskathedrale in Dnipro

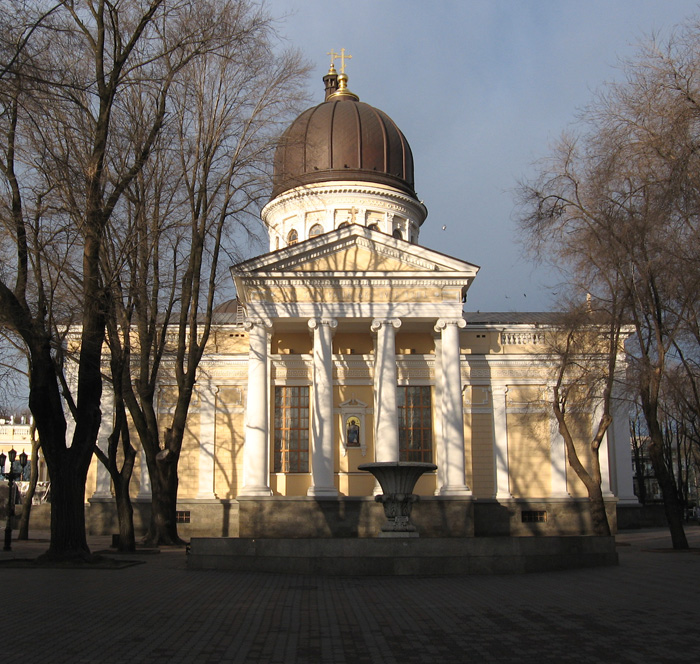
Verklärungskathedrale in Odessa

siehe auch: Metropolie Kiew, Liste der Metropoliten von Kiew.

### Mittelalter und Frühe Neuzeit
988 wurde in der Kiewer Rus die Orthodoxe Kirche als Teil des Ökumenischen Patriarchates von Konstantinopel gebildet. 1596 trennte sich in den zu Polen-Litauen gehörenden Gebieten die griechisch-katholische Kirche ab. 1686 wurde dem Patriarchen von Moskau das Recht eingeräumt, den Metropoliten von Kiew zu ordinieren. Nach der dritten Teilung Polens 1795 kam der nördliche Teil der Ukraine zum russischen Kaiserreich. Die dortige orthodoxe Kirche wurde Teil der russisch-orthodoxen Kirche.

### 20. Jahrhundert
Autonomiebestrebungen führten in den 1920er Jahren zur Abspaltung der Ukrainischen Autokephalen Orthodoxen Kirche.
Unter der Sowjetherrschaft wurden alle Kirchen des griechisch-orthodoxen Ritus auf dem Staatsgebiet der Ukrainischen SSR, darunter auch die katholisch unierte ukrainische Kirche, zwangsweise der Russisch-Orthodoxen Kirche beziehungsweise ihrem ukrainischen Exarchat unterstellt: Im März 1946 hatte eine inszenierte Synode die Union von Brest von 1596 aufgehoben; Repression sollte die Unierte Kirche zum Schweigen bringen.
Nach der Unabhängigkeit der Ukraine 1991 spaltete sich ein Teil des ukrainischen Klerus von der Moskauer Führung ab, verlegte sein Zentrum nach Kiew und nannte sich Ukrainisch-Orthodoxe Kirche des Kiewer Patriarchats. Daraufhin wurde 1995 gegen ihren Patriarchen Filaret (Denisenko) vom Bischofskonzil der Russisch-Orthodoxen Kirche der Kirchenbann verhängt. Die beim Moskauer Patriarchen verbliebene Kirche erhielt den Status einer „autonomen Kirche“. Sie war damit weitgehend selbstständig und wurde, so hieß es offiziell, nur bei Personalentscheidungen vom Patriarchat in Moskau beraten. Sie konnte sich vor allem im russisch geprägten Osten des Landes behaupten.

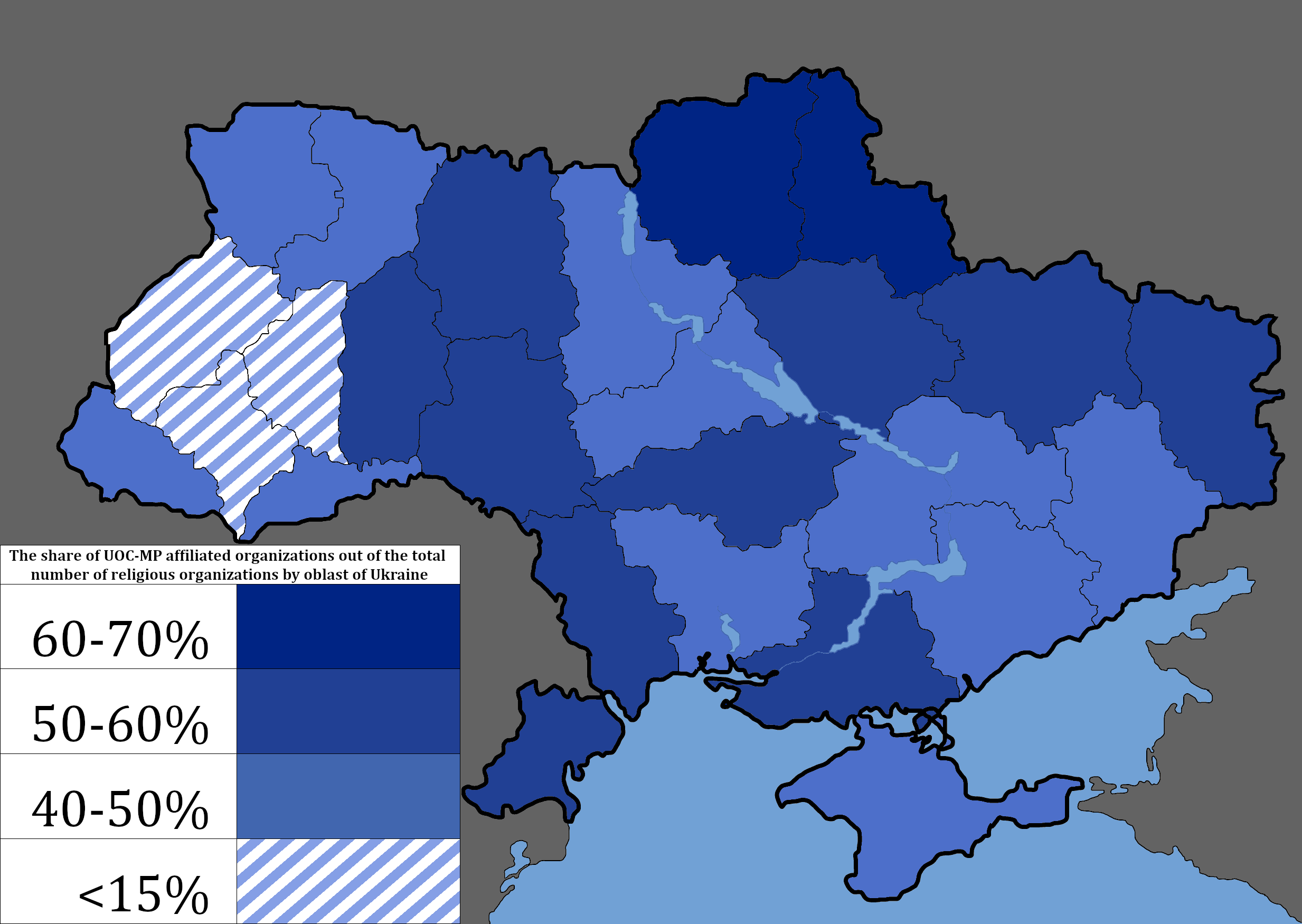
Karte der Anteile an Bekenntnisorganisationen, die 2006 der UOC-MP zugehörig waren (nach Gebiet/Oblast)

### Situation seit 2018
Faktisch bestanden damit bis 2018 in der Ukraine drei größere orthodoxe Kirchen, die um den Status der Nationalkirche konkurrierten: die Ukrainisch-Orthodoxe Kirche Moskauer Patriarchats, die Ukrainisch-Orthodoxe Kirche Kiewer Patriarchats und die 1990 wieder entstandene Ukrainische Autokephale Orthodoxe Kirche. Es ging dabei auch um die kanonische Legitimität und um die Frage des rechtmäßigen Besitzes von Immobilien. Hinzu kam der Streit mit der unierten Ukrainisch-katholischen Kirche, die dem byzantinischen Ritus folgt, aber dem Papst in Rom untersteht. Dieser Streit war auch ein Hauptgrund, weswegen sich der Patriarch von Moskau stets weigerte, Papst Johannes Paul II. zu treffen.
Im weiteren Zusammenhang des sich anbahnenden Russisch-Ukrainischen Kriegs (Krieg im Donbass, Annexion der Krim 2014) beschloss die Heilige Synode des Ökumenischen Patriarchats von Konstantinopel unter dem Vorsitz von Patriarch Bartholomaios I. am 11. Oktober 2018, die Rechtsbindung des Synodenbriefes aus dem Jahr 1686 aufzuheben, die dem Patriarchen von Moskau das Recht eingeräumt hatte, den Metropoliten von Kiew zu ordinieren. Zugleich wurden alle drei Kirchen dem ökumenischen Patriarchat in Konstantinopel/Istanbul unterstellt mit dem Ziel, sie miteinander zu vereinigen. Die beiden bisher als schismatisch geltenden Kirchenoberhäupter, Patriarch Filaret von der Ukrainisch-Orthodoxen Kirche Kiewer Patriarchats und Metropolit Makarij (Maletytsch) von der Ukrainischen Autokephalen Orthodoxen Kirche, wurden wieder in ihre kanonischen Rechte eingesetzt.
Diese Entscheidung stieß auf den entschiedenen Widerstand des Moskauer Patriarchats. Der russische Präsident Wladimir Putin unterstellte Ende 2018 dem ökumenischen Patriarchat finanzielle Motive und warnte wie die russische Staatspresse und die Russisch-Orthodoxe Kirche, diese Veränderungen könnten blutig enden. Nur ein Bruchteil der Ukrainisch-Orthodoxen Kirche des Moskauer Patriarchats nahm an der Synode in der Kiewer Sophienkathedrale vom 15. Dezember 2018 teil, bei der der neue Metropolit Epiphanius für die ganze Ukraine gewählt wurde. Der dazu benötigte kirchliche Erlass (Tomos) wurde am 6. Januar 2019 in Istanbul eingeholt.
Damit bestanden seit Januar 2019 zwei große orthodoxe Kirchen, die Ukrainisch-Orthodoxe Kirche Moskauer Patriarchats unter Metropolit Onufrij und die Orthodoxe Kirche der Ukraine unter Metropolit Epiphanius. Im Februar 2022 eskalierte der Russisch-Ukrainische Krieg mit der russischen Invasion der Ukraine. Putin hatte in seiner Kriegsbegründung neben den Angriffen auf die Zivilbevölkerung in Donezk und Lugansk auch explizit von einer Verfolgung der Russisch-Orthodoxen Kirche und somit einer Befreiung gesprochen.
Angesichts der russischen Invasion forderte Metropolit Onufrij, den Bruderkrieg zwischen dem ukrainischen und dem russischen Volk unverzüglich zu beenden. Der Krieg zwischen beiden wiederhole die Sünde von Kain, der aus Neid seinen eigenen Bruder umbrachte. Dieser Krieg sei weder vor Gott noch vor den Menschen zu rechtfertigen. Seine Kirche verteidige die Souveränität und territoriale Unversehrtheit der Ukraine. Der Moskauer Patriarch Kyrill nannte die Ablehnung des Krieges hingegen eine „politische Präferenz“.
Nach einem Landeskonzil, an dem Bischöfe, Priester, Ordensleute und Laien teilnahmen, erklärte die Ukrainisch-Orthodoxe Kirche des Moskauer Patriarchats am 27. Mai 2022: „Wir teilen nicht die Position des Patriarchen von Moskau und ganz Russland Kyrill zum Krieg in der Ukraine.“ Das Konzil hat Änderungen des Kirchenstatuts angenommen, die jegliche Erwähnung des Moskauer Patriarchats tilgte.
In westlichen Medien wurde danach kolportiert, die Webseite der Orthodoxen Kirche der Ukraine habe vermerkt, diese Änderungen sollen „die volle Eigenständigkeit und Unabhängigkeit der Ukrainischen Orthodoxen Kirche bescheinigen“.
Am 29. Mai 2022 unterließ es Metropolit Onufrij außerdem, den Patriarchen Kyrill in der Liturgie als seinen Vorgesetzten zu erwähnen (ebenso wenig erwähnte er den Patriarchen von Konstantinopel).
Im Juni 2022 entzog das Moskauer Patriarchat die Krim der Metropolie von Kiew und schuf eine eigene Metropolie Krim.
Trotz ihrer Stellungnahme gegen den Krieg und ihrer teilweisen Lossagung von Moskau wurde die Ukrainisch-Orthodoxe Kirche (Moskauer Patriarchat) von der ukrainischen Kriegspartei weiter als Hort der russischen Propaganda angeprangert. Im November wurden insgesamt 33 Mitglieder des Klerus beschuldigt, sich als russische Agenten oder als Artilleriebeobachter betätigt zu haben. Der ukrainische Präsident Selenskyj übergab am 2. Dezember 2022 einen Gesetzesentwurf an die Werchowna Rada, nach der die Ukrainisch-Orthodoxe Kirche verboten werden soll. Am gleichen Tag wurde das Kiewer Höhlenkloster per Dekret der Ukrainisch-Orthodoxen Kirche entzogen und der Orthodoxen Kirche der Ukraine übertragen.
Am Abend des 10. März 2023 wurde ein staatliches Schreiben bekannt, laut dem die Ukrainische Orthodoxe Kirche das Kiewer Höhlenkloster bis zum 29. März 2023 komplett räumen muss. Das Kulturministerium begründete dies mit der „Verletzung der Bestimmungen des Abkommens über die Nutzung von Staatseigentum durch das Kloster“. Mit Unterstützung der Polizei hat die für das Kloster zuständige staatliche Museumsverwaltung am 6. Juli 2023 die Eingangstür zur Residenz von Metropolit Onufriy aufgebrochen und sie dann versiegelt. Am 10. August 2023 entschied ein Kiewer Wirtschaftsgericht, die Ukrainische Orthodoxe Kirche müsse dem staatlichen Klostermuseum 79 Gebäude auf diesem Territorium zurückgeben. Faktisch bedeutete diese Entscheidung, dass die Ukrainische Orthodoxe Kirche das Höhlenkloster mit seinen Kirchen, dem Sitz des Metropoliten, der Schule sowie einem Hotel und anderen Gebäuden verlassen musste.

Am 20. August 2024 verabschiedete das ukrainische Parlament ein Gesetz, das die Kirche verbietet. Laut dem Abgeordneten Jaroslaw Schelesnjak tritt es 30 Tage nach seiner Veröffentlichung in Kraft. Danach haben die einzelnen Gemeinden neun Monate Zeit, sich von Moskau loszusagen.

## Organisation

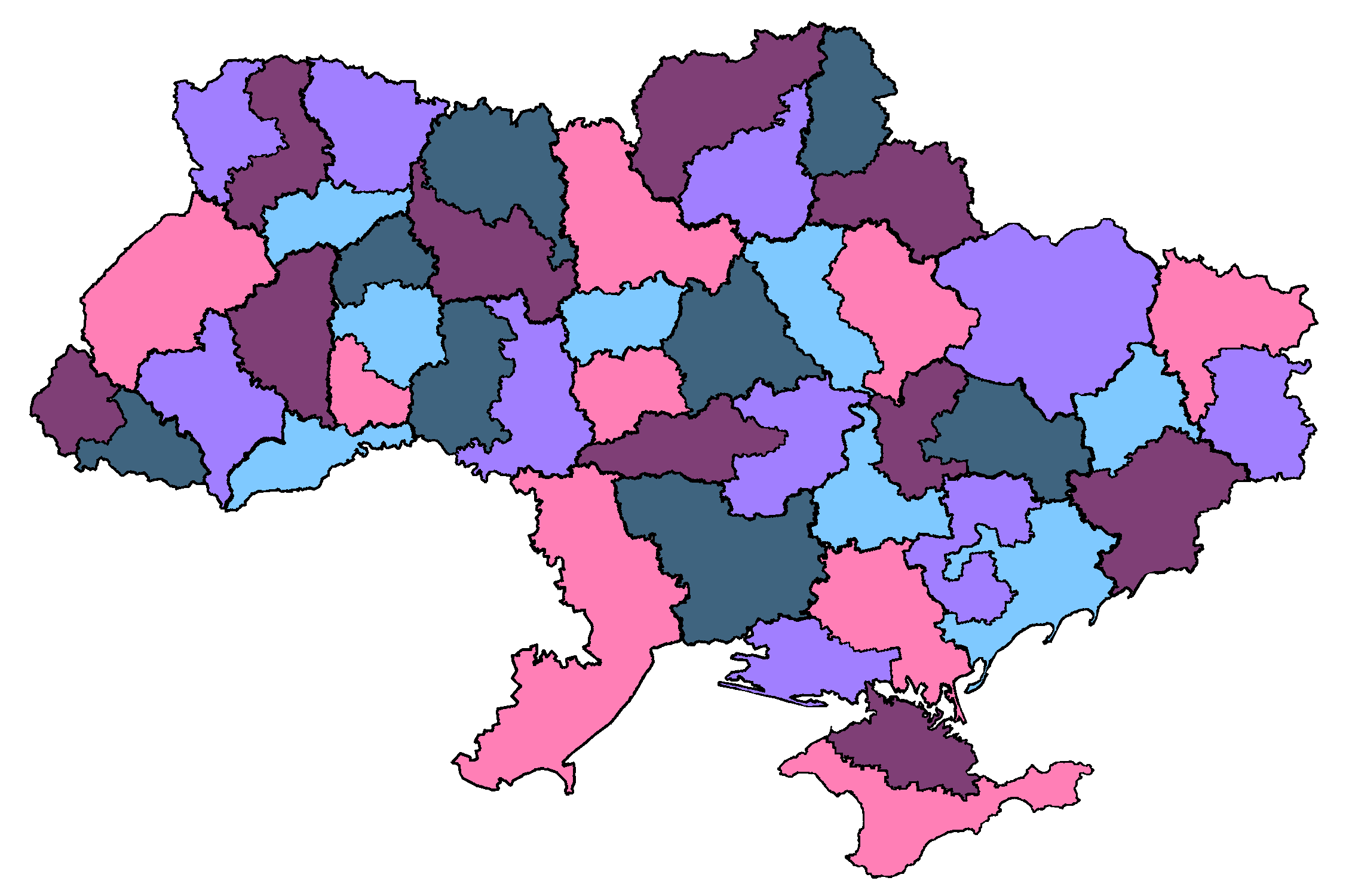
Die Eparchien der Ukrainisch-Orthodoxen Kirche Moskauer Patriarchats

### Eparchien
Die Kirche ist in 59 Eparchien (2012) gegliedert, denen jeweils ein Erzbischof oder Bischof vorsteht.
Eparchien und Vikariate
- Kiew und die ganze Ukraine
  - Bilhorod
  - Borodjanka
  - Boryspil
  - Browary
  - Fastiw
  - Horodnyj
  - Irpin
  - Jahotyn
  - Makariw
  - Obuchiw
  - Perejaslaw
  - Pocejey
  - Putywl
  - Wassylkiw
  - Wyschhorod
- Alexandria und Switlowodsk
- Balta und Ananjey
- Berdjansk und Primorje
- Bila Zerkwa und Bohuslaw
- Charkiw und Bohodutschiw
- Cherson und Tawritschesk
- Chmelnyzkyj und Starokostjantyniw
- Dniprodscherschynsk und Odessa
- Dnipropetrowsk und Pawlohrad
- Dnipropetrowsk und Tscharykansk
  - Nowomoskwa
- Donezk und Mariupol
  - Swjatohirsk
  - Makijiw
  - Nowoasowsk
- Dschankoj und Rischdolninsk
- Feodossija und Kertsch
- Horliwka und Slawjansk
- Isjum und Kupjan
- Iwano-Frankiwsk und Kolomyja
- Just und Winohradiw
- Kamenez-Podilskyj und Horodok
- Kirowohrad und Nowomyrhorod
- Konotop und Hluchiw
- Krementschuk und Lubny
- Krywyj Rih und Nikopol
- Luhansk und Altschewsk
- Lwiw und Halytsch
- Mohiljiw und Podolsk
- Mukatschewo und Uschhorod
- Mykolajiw und Otschakiw
- Nein und Priluki
- Nowa Kachiwka und Heniza
- Odessa und Ismajil
  - Juane
  - Ovidiupol
- Owrutsch und Korosten
- Poltawa und Myrhorod
- Riwen und Swerdlowsk
- Riwne und Ostroh
  - Dubno
- Romny und Burynsk
- Saporischschja und Melitopol
- Sarny und Polesien
- Schytomyr und Nowohrad
- Sepetiwka und Slawutsch
- Simferopol und Krim
- Sjewjerodonezk und Starobilsk
- Sumy und Ochtyrka
- Ternopil und Kremenez
- Tscherkassy und Kanin
  - Solotonoscha
- Tschernihiw und Nowhorod-Siwerskyj
- Tscherniwzy und Bukowina
  - Bantschenyj
  - Chotyn
- Tultschyn und Brazlaw
- Uman und Swenyhorodka
- Winnyzja und Bar
- Wolhynien und Luzk
- Wolodymyr-Wolynskyj und Kowel
- Wosnessensk und Perwomajsk

### Ausbildungsstätten
Zur Kirche gehörten eine Geistliche Akademie, eine Theologische Akademie in Uschhorod, eine Theologische Universität in Luhansk, ein Theologisches Institut in Czernowitz, 7 geistliche Seminare, u. a. in Odessa, Poltawa, Potschajiw und 8 geistliche Fachschulen.

## Klöster und Kirchen

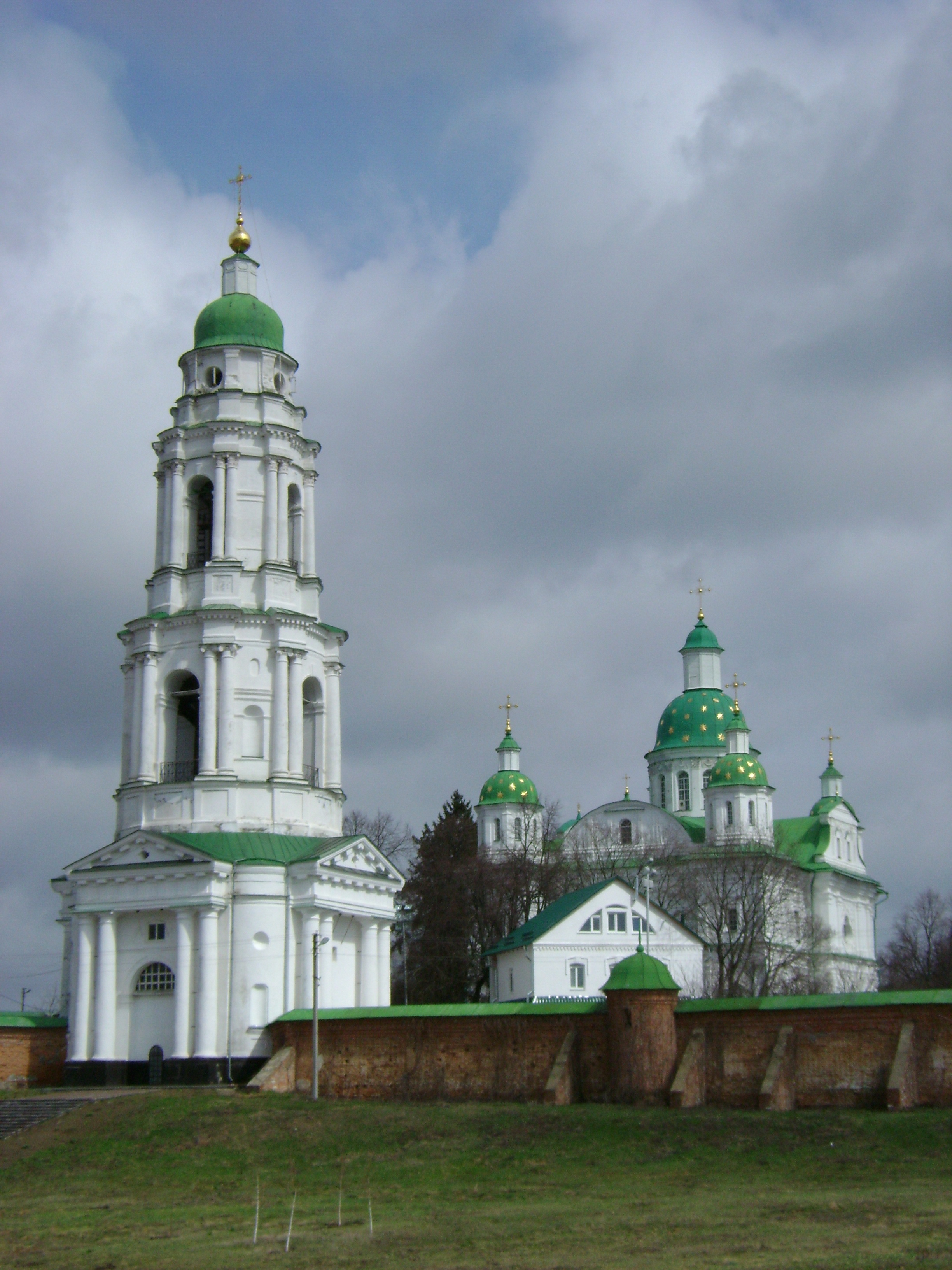
Verklärungskloster von Mhar

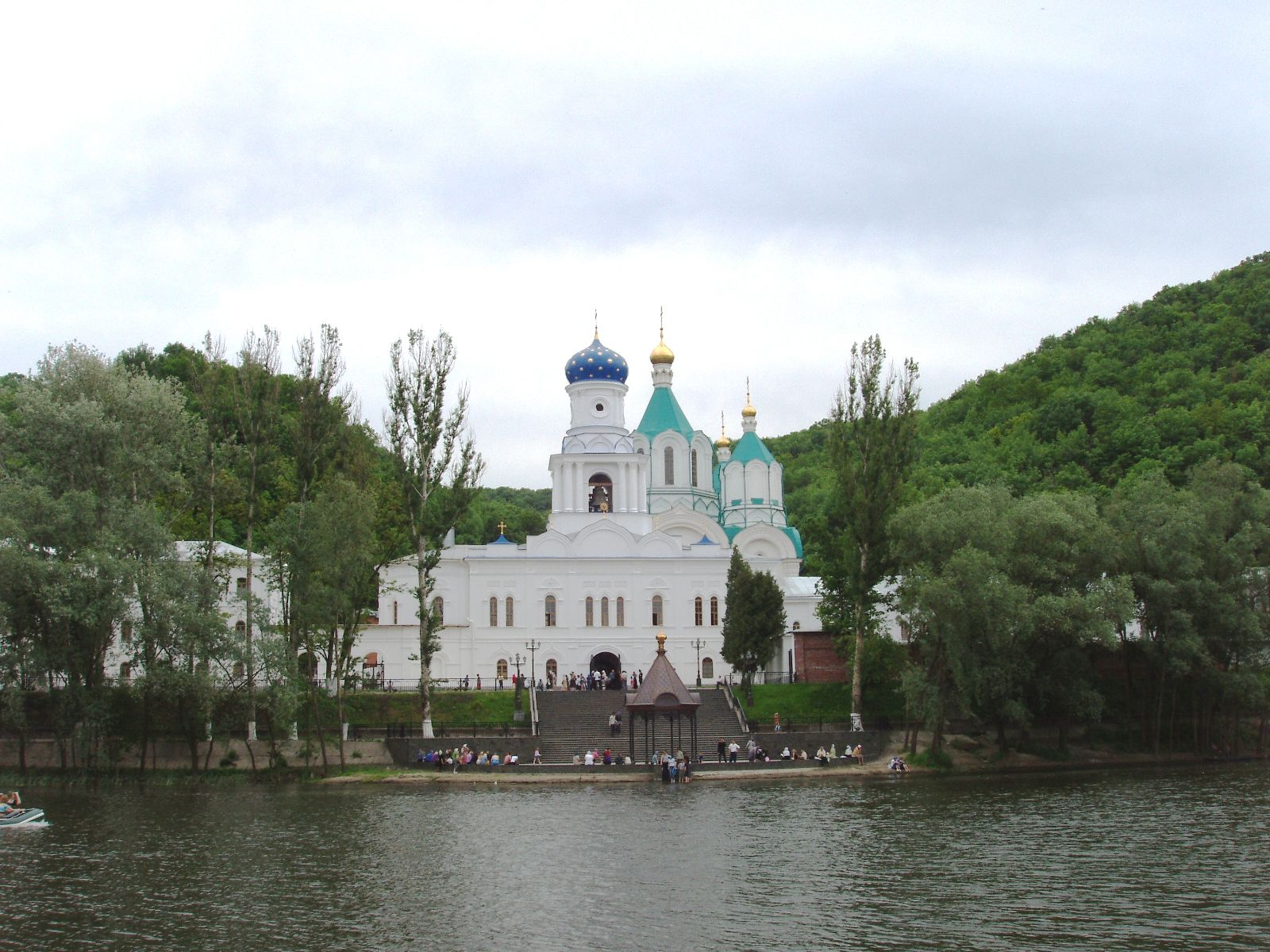
Mariä-Entschlafens-Kloster in Swjatohirsk

### Klöster
2012 gehörten 219 Klöster zur Ukrainisch-Orthodoxen Kirche (Moskauer Patriarchat).
- Dreifaltigkeitskloster in Derman
- Kiewer Höhlenkloster
- Frauenkloster Mariä Schutz und Fürbitte in Kiew
- Verklärungskloster in Mhar
- Mariä-Entschlafens-Kloster in Potschajiw
- Mariä-Entschlafens-Kloster in Swjatohirsk

### Kirchen
siehe Kirchengebäude der Ukrainisch-Orthodoxen Kirche (2022)